# Sân vận động Sugathadasa
Sân vận động Sugathadasa là một sân vận động đa năng ở Colombo, Sri Lanka. Sân hiện đang được sử dụng cho bóng đá, rugby union và điền kinh. Sân vận động có sức chứa 25.000 người và có một khách sạn trong khuôn viên.

## Lịch sử
Ý tưởng về một sân vận động thể thao ngoài trời ban đầu được đưa ra bởi V.A. Sugathadasa, Thị trưởng Colombo (1956–1957, 1963–1965), Bộ trưởng Thể thao đầu tiên của Sri Lanka (1966–1970) và Chủ tịch Ủy ban Olympic Quốc gia và Đại hội Thể thao Khối Thịnh vượng chung. Công việc xây dựng sân vận động được bắt đầu vào ngày 16 tháng 1 năm 1957 và hoàn thành xây dựng vào ngày 16 tháng 12 năm 1962. Sân vận động này được đặt tên theo Sugathadasa, khi ông trao tặng mảnh đất mà sân được xây dựng trên đó.
Năm 1991, một sân vận động trong nhà đã được Công ty Mitsui xây dựng trên nền đất cho Đại hội Thể thao Nam Á 1991.

## Sử dụng sân vận động
Đại hội Thể thao Nam Á 1991 và 2006 được tổ chức tại Sân vận động Sugathadasa. Sân cũng đã tổ chức hầu hết các trận đấu tại Cúp Challenge AFC 2010. Lễ trao giải Giải thưởng Viện Hàn lâm Điện ảnh Quốc tế Ấn Độ 2010 đã diễn ra tại đây. Vào năm 2012, sân vận động này là chủ nhà của Giải bóng bầu dục Mỹ vô địch quốc gia Ấn Độ. Năm 2002, sân đã tổ chức Giải vô địch điền kinh châu Á.

## Đường chạy
Đường chạy được lắp đặt lần đầu tiên vào khoảng năm 1989 và được bóc ra vào năm 1996. Năm 2002, đường chạy Rekortan đã được lắp đặt, sau đó được Bộ Thể thao bóc ra vào năm 2012, tuy nhiên đường chạy đã không được lắp đặt trong vòng hai năm và hiện các vận động viên Sri Lanka đang thiếu đường chạy đạt tiêu chuẩn quốc tế để tập luyện cho các giải đấu quốc tế. Năm 2017, Bộ trưởng Bộ Thể thao, Dayasiri Jayasekara, tuyên bố đường chạy sẽ được lắp đặt trở lại và dự kiến sẽ mở cửa trở lại cho các vận động viên vào tháng 12 năm 2017.